# Efferia pallidula
Efferia pallidula är en tvåvingeart som först beskrevs av James Stewart Hine 1911.  Efferia pallidula ingår i släktet Efferia och familjen rovflugor. Inga underarter finns listade i Catalogue of Life.